# Pirókszajkó
A pirókszajkó vagy apostolmadár (Struthidea cinerea) a madarak osztályának verébalakúak (Passeriformes) rendjébe , azon belül a pirókszajkófélék (Corcoracidae) családjába tartozó faj. A Struthidea nem egyetlen képviselője.

## Előfordulása
Ausztrália északi és keleti részének erdős területein honos.

## Megjelenése
Testhossza 30 centiméter. Hosszú farkú, élénk, lármás madár. Színezete egyszínű szürke, szárnyai barnásak. Rövid, erős, pintyszerű csőre fekete.
|  |

## Életmódja
Rovarokból, gerinctelenekből, magvakból álló táplálékát a talajon járva gyűjti össze.
Társas faj, az előző költésekből származó fiatalok több évig a szülőpárral maradnak és segítenek az újabb fiókák gondozásában. Általában viszonylag sok madár él együtt. Korábban úgy gondolták, hogy mindig 12 madár él együtt és ebből ered az apostolmadár név, utalva Jézus tizenkét követőjére.
A csoport tagjai szorosan összebújva pihennek a fákon és kölcsönösen tollászkodnak.

## Szaporodása
A csoport tagjai együttműködnek a költés során is. Fűből és iszapból ragasztott, finoman bélelt csésze alakú fészküket és vízszintes faágra építi a csoport közösen. A fészek mindig igen magasan van. A csoport tagjai felváltva kotlanak a tojásokon és a kikelő fiókákat is közösen nevelik fel. Rendszerint csak egy domináns tojó rak tojásokat, néha azonban kettő vagy több is. Ilyenkor is egy, nagyobb méretű közös fészket használnak.